# Euploea corazonae
Euploea corazonae är en fjärilsart som beskrevs av Schröder 1977. Euploea corazonae ingår i släktet Euploea och familjen praktfjärilar. Inga underarter finns listade i Catalogue of Life.